# 卡塔琳娜·施密德
卡塔琳娜·施密德（德語：Katharina Schmid，1996年5月23日—），旧姓阿尔特豪斯（Althaus），来自巴伐利亚州奥伯斯多夫，德国女子跳台滑雪运动员。

## 生平
受哥哥的影响，阿尔特豪斯在大约六岁时开始练习跳台滑雪。2011年，她在挪威利勒哈默尔完成了个人的世界杯分站赛首秀。2012年，她在奥地利因斯布鲁克举办的第一届冬季青奥中担任德国队开幕式旗手。

## 家庭
哥哥达尼埃尔、弟弟菲历克斯都是跳台滑雪运动员。